# Österrikes Grand Prix 1970
Österrikes Grand Prix 1970 var det nionde av 13 lopp ingående i formel 1-VM 1970. Detta var det första F1-loppet som kördes på Österreichring.

## Resultat
1. Jacky Ickx, Ferrari, 9 poäng
2. Clay Regazzoni, Ferrari, 6
3. Rolf Stommelen, Auto Motor und Sport (Brabham-Ford), 4
4. Pedro Rodríguez, BRM, 3
5. Jackie Oliver, BRM, 2
6. Jean-Pierre Beltoise, Matra, 1
7. Ignazio Giunti, Ferrari
8. Chris Amon, March-Ford
9. Jo Siffert, March-Ford
10. Peter Gethin, McLaren-Ford
11. George Eaton, BRM
12. Andrea de Adamich, McLaren-Alfa Romeo
13. Jack Brabham, Brabham-Ford
14. Henri Pescarolo, Matra
15. Emerson Fittipaldi, Lotus-Ford

### Förare som bröt loppet
- Denny Hulme, McLaren-Ford (varv 30, motor)
- John Surtees, Surtees-Ford (27, motor)
- Tim Schenken, Williams (De Tomaso-Ford) (25, motor)
- Jochen Rindt, Lotus-Ford (21, motor)
- Mario Andretti, STP Corporation (March-Ford) (13, olycka)
- Silvio Moser, Bellasi-Ford (13, kylare)
- Jackie Stewart, Tyrrell (March-Ford) (7, oljerör)
- John Miles, Lotus-Ford (4, bromsar)
- François Cévert, Tyrrell (March-Ford) (0, motor)